# Johann Schöning
Johann Schöning, auch Johann Schöninck (* unbekannt; † nach 1499 in Riga) war Bürgermeister der Hansestadt Riga.
Johann Schöning wanderte 1458 von Deutschland kommend nach Riga in Livland ein. Er ist in Riga seit 1473 als Ratsherr nachgewiesen. 1487 war er Bürgermeister der Stadt. 1492 und 1495 war er mit Bestätigung des Hochmeisters des Deutschen Ordens und des Erzbischofs von Riga Erzvogt (Stadtvogt) von Riga.
Schöning war einer der herausragenden Bürgermeister Rigas im Spätmittelalter. Er vertrat die Stadt auf den Tagfahrten zu Hansetagen und auf den Livländischen Landtagen. Als Gesandter der Stadt reiste er an den schwedischen und an den russischen Hof. Über die Zeit von 1486 bis 1498 hinterließ er ein handschriftliches Annotationsbuch in Form einer Chronik, das Grott Real Bock. Über den Hansetag des Jahres 1487 in Lübeck führte er ein Tagebuch, das in den Hanserezessen wiedergegeben ist. In Anerkennung seiner Verdienste um die Stadt Riga erhielt er von dieser 1488 einen Gutshof auf der anderen Seite der Düna als Lehen.
Der Rigische Erzbischof Thomas Schöning war sein Sohn.